# Kadu (Fußballspieler, 1996)
Carlos Eduardo Antônio dos Santos (* 8. September 1996 in Itajaí), welcher unter dem Pseudonym Kadu bekannt ist, ist ein brasilianischer Fußballspieler. Er wird meist als defensiver Mittelfeldspieler eingesetzt.

## Karriere
Zur Spielzeit 2015 stieg er in die erste Mannschaft vom Joinville EC auf und debütierte in der Série A am 2. August 2015. Beim 2:0-Sieg gegen Avaí FC wurde über die gesamte Spielzeit eingesetzt. In dieser Saison gab er auch sein internationales Debüt beim Spiel gegen Athletico Paranaense in der Copa Sudamericana 2015. Bei der 0:2-Niederlage am 21. August 2015 wurde er ebenfalls über die gesamten 90 Minuten eingesetzt. In der Série A beendete die Mannschaft die Saison auf den 20. und damit letzten Platz und stieg in die Série B ab.
In der Série B debütierte er am 15. Mai 2016 beim 1:1 gegen Luverdense EC. Bei diesen Spiel wurde er in der 54. Minute für Júnior Tavares eingewechselt. Die Spielzeit 2016 beendete er mit Joinville EC auf den 17. Platz und stieg in die Série C ab. Von 2018 bis 2021 wurde Kadu meist an andere Klubs ausgeliehen.
Anfang 2021 wechselte Kadu zu AE Velo Clube Rioclarense und im Jahr darauf zum Athletic Club (MG) aus São João del-Rei.